# Xavier Lemaire
Pour les articles homonymes, voir Lemaire.
Œuvres principales
Qui es-tu Fritz Haber ?
Les Coquelicots des tranchées
ZigZag
Xavier Lemaire, né le 1er mai 1965, est un acteur et metteur en scène français.

## Biographie
Formé à l'École du Studio 34 de 1986 à 1989 avec pour professeurs Claude Mathieu et Phillipe Brigaud, Xavier Lemaire commence une carrière de comédien sous la direction d'Étienne Draber, Sylvain Lemarié, Nicolas Bataille...
En 1995, le comédien devient metteur en scène et monte les pièces de Israël Horovitz, Harold Pinter, Marivaux, Alfred de Musset, Paul Claudel et également des créations avec sa compagnie Les Larrons,,.
En 2015, sa mise en scène de la pièce Les Coquelicots des tranchées de Georges-Marie Jolidon obtient le Molière du théâtre public,.
En 2019, il est nommé pour le Molière seul(e) en scène d'Isabelle Andréani dans l'adaptation d'Un cœur simple de Flaubert,.

## Théâtre

### Acteur
- 1989 : Ombres et lumières sur la cité, mise en scène Étienne Draber, oratorio dramatique au château de Fontainebleau
- 1990 : Capriccio italiano, création de l’Atelier Théâtre du Hibou au Grand Hall Montorgueil, Festival d’Avignon Off, tournée
- 1990 : Le Booms à Daisy, création du Théâtre du Mantois, mise en scène Jean-Charles Lenoir
- 1990 : Coup de foudre et charivari, mise en scène Hervé Colin, création Sésame Production
- 1990 : Les Troyens, mise en scène Pier Luigi Pizi, création Opéra Paris-Bastille
- 1991 : Le Chat miroir d'Annette Beguin, mise en scène Gilles Fraigneau, Grand Théâtre d’Edgar
- 1992 : L’Odyssée, mise en scène Sylvain Lemarié, création de la Compagnie Ecla Théâtre, Théâtre du Gymnase Marie-Bell
- 1993 : Le Petit Pauvre de Jacques Copeau, mise en scène Jamel Guesmi, création de la compagnie Le Petit Pauvre, tournée en Bourgogne
- 1994 : La Saveur subtile des dinosaures, Théâtre de Nesle, Atelier-Théâtre Bastille, Théâtre du Tour-Tour
- 1994 : Vous descendrez à la prochaine de Josette Boulva et Marie Gatard, mise en scène Betty Berr, Théâtre d'Uzès, Théâtre de la Tempête
- 1994 : Les Fourberies de Scapin de Molière, mise en scène d'Annie Lavedan, Festival de Saint-Girons
- 1997 : Viva Maïakovski d'après Vladimir Maïakovski, mise en scène Nicolas Bataille, Théâtre de la Huchette
- 1997 : La Cantatrice chauve de Ionesco, mise en scène Nicolas Bataille, Théâtre de la Huchette
- 1999 : L'Heure verte de Roger Défossez, mise en scène Nicolas Bataille, Théâtre de la Huchette
- 2001 : Quand Voltaire et Diderot s'invitent, mise en scène Sébastien Azzopardi, tournée
- 2005 : La Controverse du hublot de bâbord de Robert Georges E. Emion, mise en scène Nicolas Bataille, Théâtre de la Huchette
- 2007 : Le Retour d'Ulysse d'après Homère, mise en scène Sylvain Lemarié, Théâtre de la Porte-Saint-Martin
- 2018 : Signé Dumas de Cyril Gély et Éric Rouquette, mise en scène Tristan Petitgirard, Festival d'Avignon off, tournée : Alexandre Dumas
- 2019 : Escale de Marilyne Bal, mise en scène Pascal Faber et Bénédicte Bailby, Festival d'Avignon off
- 2023 : Rentrée 42 de Pierre Olivier Scotto et Xavier Lemaire, Festival Off Avignon, tournée

### Mises en scène
- 1995 : Le Baiser de la veuve d'Israël Horovitz, Théâtre Mouffetard
- 1996 : Le Jardin d’Amilcar de Bernadette Heubert, Théâtre Sorano-Vincennes
- 1997 : Le Monte-plats d'après Harold Pinter, Centre d'animation Espace Cévennes (Paris)
- 1999 : L'Epreuve de Marivaux, Théâtre Mouffetard
- 2000 : L'Imposture comique de Pascal Bancou, Théâtre de la Huchette
- 2002 : L'Amicale des contrevenants de Gauthier Fourcade, Théâtre de la Huchette
- 2002 : La Soupe aux orties de Roger Defossez, Espace Rachi, Centre d'art et de culture, Paris, tournée
- 2005 : Fleurs et Affinités, de Frédéric Rose, Théâtre de la Huchette
- 2009 : Après l'incendie : Saint-Paul et Sénèque de Xavier Jaillard, Petit Hébertot
- 2009 : L'Alpenage de Knobst de Jean-Loup Horwitz, Théâtre 14
- 2010 : Troyes, la ville qui crée le roman d'après Chrétien de Troyes, théâtre de rue, Troyes
- 2011 : Troyes, la ville ou naît l'Europe théâtre de rue, Troyes
- 2012 : L’Amour impérial de Pascal Bancou, Théâtre André Malraux (Rueil-Malmaison)
- 2013 : L'Amiral de Bernard Granger, tournée
- 2013 : Trois variations de mise en scène d'après Le Médecin malgré lui de Molière, Acte I, scène 1, Théâtre André Malraux (Rueil-Malmaison)
- 2014 : Les Coquelicots des tranchées de Georges-Marie Jolidon, adaptation Xavier Lemaire, Festival off d'Avignon, Théâtre 14, tournée
- 2015 : La Mère confidente de Marivaux, Festival d'Avignon Off, tournée
- 2015 : Madame Marguerite de Roberto Athayde, Théâtre de l'Ouest parisien
- 2016 : La Contrebasse de Patrick Süskind, Festival off d'Avignon
- 2018 : Hamlet de William Shakespeare, adaptation Xavier Lemaire et Camilla Barnes, Théâtre 14, Festival off d'Avignon
- 2019 : Un cœur simple de Gustave Flaubert, avec et adapté par Isabelle Andréani, Théâtre de Poche Montparnasse
- 2020 : Là-bas de l’autre côté de l’eau de Pierre-Olivier Scotto, Théâtre André Malraux (Rueil-Malmaison)
- 2022 : Madame Ming de Eric-Emmanuel Schmitt, adaptation Xavier Lemaire, Théâtre Rive Gauche, Festival Off d'Avignon
- 2023 : Rentrée 42 de Pierre Olivier Scotto et Xavier Lemaire, Festival Off Avignon, tournée
- 2025  : Madeleine Béjart, une femme libre de Pierre-Olivier Scotto et Xavier Lemaire, Festival Off d'Avignon

### Mises en scène et acteur
- 2002 : L'Amicale des contrevenants de Gauthier Fourcade, Théâtre de la Huchette
- 2002 : Caserio anarchiste de Roger Défossez, Festival d'Avignon Off
- 2006 : Adam, Ève et descendances... de Pascal Bancou, Théâtre Essaïon
- 2009 : L'Alpenage de Knobst de Jean-Loup Horwitz, Théâtre 14
- 2009 : Il faut qu'une porte soit ouverte ou fermée d'après Alfred de Musset, Festival d'Avignon Off, tournée
- 2012 : Le Jeu de l'amour et du hasard de Marivaux, Théâtre Mouffetard, tournée
- 2012 : L'Échange de Paul Claudel, Festival d'Avignon Off, tournée
- 2013 : Qui es-tu Fritz Haber ? d'après  Le Nuage vert de Claude Cohen, Théâtre de Poche Montparnasse, tournée
- 2015 : ZigZag de Xavier Lemaire, Festival off d'Avignon, tournée

## Distinctions

### Récompenses
- Festival d'Avignon off 2013 : Prix coup de cœur de la Presse pour Qui es-tu Fritz Haber ?[10]
- Avignon 2014 : Prix du public pour Les Coquelicots des tranchées
- Molières 2015 : Molière du théâtre public pour Les Coquelicots des tranchées

### Nomination
- Molières 2019 : Molière seul(e) en scène pour Un cœur simple